# Distretto di Huancapón
Il distretto di Huancapón è uno dei cinque distretti della provincia di Cajatambo, in Perù. Si trova nella regione di Lima e si estende su una superficie di 146,1 chilometri quadrati.
Istituito il 25 settembre 1868, ha per capoluogo la città di Huancapón.